# 세가 홀딩스
주식회사 세가 그룹(일본어: 株式会社セガグループ, 영어: SEGA Group Corporation)는 세가 사미 그룹이 비디오 게임 사업, 소셜 게임 사업, 아케이드 사업, 오락 사업, 완구 사업, 애니메이션 사업 등을 포함한 엔터테인먼트 사업을 총괄하는 중간 지주 회사이다. 세가 사미 홀딩스의 100% 자회사에 해당한다.

## 주요 그룹 기업

### 일본
- 소비자 사업
  - 세가 게임스
    - ATLUS
    - 오아시스 파크
    - f4samurai
    - 플레이하트

- 오락 사업
  - 세가 인터랙티브
  - 세가 로지스틱스 서비스
  - 다츠라이브
    - 하이브크리에이션

- 완구 및 애니메이션 사업
  - 세가 토이즈
  - TMS 엔터테인먼트
    - 톰스 포토
    - 톰스 뮤직
    - 텔레콤 아니메 필름
    - 톰스 지니즈
    - 도쿠시스
    - 아르테메이트
    - 마자·아니메 플래닛

- 놀이시설 사업
  - 세가 엔터테인먼트
  - Orbi
    - Orbi Yokohama
    - Orbi Osaka